# Zygmunt Rodakowski
Zygmunt Rodakowski (ur. 21 maja 1821 we Lwowie - zm. 24 stycznia 1906 w Nowym Jorku) – prawnik, adwokat lwowski, poseł do Sejmu Krajowego Galicji I kadencji, profesor Lehigh University w Bethlehem w Pensylwanii
Był najstarszym synem lwowskiego adwokata Pawła Rodakowskiego oraz Marii z Singerów, bratem malarza Henryka Hipolita oraz generałów austro-węgierskich Józefa i Maksymiliana. Szkołę średnią ukończył we Lwowie, w latach 1838-1842 studiował prawo na Uniwersytecie Lwowskim uzyskując tytuł doktora. W latach 1846– 1847 był praktykantem w Prokuraturze we Lwowie. Po śmierci ojca w 1851 przejął jego kancelarie adwokacką. Do 1857 był adwokatem i obrońcą w sprawach karnych jednym z najlepszych we Lwowie. Przyjaźnił się z Karolem Szajnochą, Wincentym Polem i Zygmuntem Kaczkowskim. Reprezentował interesy księcia Adama Sapiehy. W latach 1861–1867 był członkiem Rady Miejskiej we Lwowie. W styczniu 1863 wspólnie z Florianem Ziemiałkowskim złożył wniosek w radzie o równouprawnienie wyznań. W 1863 stanął na czele Komitetu Miejskiego we Lwowie mającego nieść pomoc powstańcom. W sierpniu 1863 wchodzi wraz z Karolem Hubickim w skład Komitetu Galicji Wschodniej, zostaje jego agentem finansowym co wiąże się z podróżami do Warszawy, Wiednia i Paryża. Jest przeciwny podporządkowaniu Komitetu Rządowi Narodowemu. Spotkania komitetu odbywały się w jego mieszkaniu we Lwowie lub u jego przyjaciółki aktorki Anieli Aszpergerowej. 15 sierpnia 1863 komisarz Rządu Narodowego Stanisław Jarmund rozwiązał Komitet w sprawie zmiany decyzji Rodakowski jeździł do Warszawy, w listopadzie 1863 wszedł w skład Wydziału Rządu Narodowego do spraw Galicji, w grudniu miał sporo nieprzyjemności ze względu na ujawnienie działalności szpiegowskiej Zygmunta Kaczkowskiego, który pozyskiwał informacje od Rodakowskiego. Równocześnie Był obrońcą w sprawach politycznych w 1866 bronił Karola Widmana oskarżonego o zdradę stanu. W październiku 1866 w wyniku wyborów uzupełniających w Tarnopolu wszedł w skład Sejmu Krajowego  na miejsce zmarłego Feliksa Reisnera. W 1867 zabiegał bezskutecznie o ponowny wybór do Sejmu. W połowie 1867 wyjechał do Konstantynopola a następnie do USA. Wyjazd był spowodowany ruiną finansową i konfiskatą przez policję austriacką znacznej sumy pieniędzy jeszcze w 1863, wyjazd był też sensacja w Galicji na tyle dużą, że rodzina zerwała z Zygmuntem wszelkie stosunki. Korespondencje i kontakty utrzymywał tylko zamieszkały w Wiedniu brat Józef. W Stanach Zygmunt zmienił nazwisko od tej pory występował jako Severin Ringer początkowo pracował w firmie przewozowej, potem jako wychowawca w internacie i nauczyciel języka niemieckiego w szkole prywatnej. Od 1871 pracował jako wykładowca historii Europy, języka niemieckiego i francuskiego w Lehigh University w Bethlehem. W 1880 został profesorem języków nowożytnych, literatury i historii. 27 grudnia 1879 ożenił się z Elizą Minot, miał z nią syna Pawła. W 1905 przeszedł na emeryturę, wrócił do Nowego Jorku gdzie wkrótce zmarł.